# Poecilocloeus insolitus
Poecilocloeus insolitus är en insektsart som beskrevs av Marius Descamps 1980. Poecilocloeus insolitus ingår i släktet Poecilocloeus och familjen gräshoppor. Inga underarter finns listade i Catalogue of Life.